# 1126
1126 (MCXXVI) var ett normalår som började en fredag i den julianska kalendern.

## Händelser

### Okänt datum
- Ragnvald Knaphövde blir ihjälslagen av uppretade bönder på tinget i Karleby, sedan han vägrat att utväxla gisslan vid sitt besök i Västergötland.
- Den första artesiska brunnsborrningen i Europa äger rum i den franska provinsen Artois.

## Födda
- Averroës, arabisk läkare och filosof
- Mikael den store, patriark av den syrisk-ortodoxa kyrkan 1166–1199.

## Avlidna
- 10 februari – Vilhelm IX av Akvitanien, den förste occitanske trubaduren
- 30 juli – Cecilia av Normandie, fransk abbedissa
- Celestinus II, född Teobaldo Boccapecci, motpåve 15 december 1124
- Edgar den fredlöse, kung av England 14 oktober–17 december 1066 (död omkring detta år)
- Ragnvald Knaphövde, svensk tronpretendent sedan 1125
- Urraca av León och Kastilien, regerande drottning av Kastilien, León och Galicien.